# Риналдо д’Есте (1334 – 1448)
Риналдо д’Есте (на италиански: Rinaldo d’Este; * 10 октомври 1334; † 20 юли 1348) е благородник от фамилията Есте.

## Произход
Той е първородният син на Обицо III д’Есте (1294 – 1352), маркиз на Ферара и господар на Модена, и на втората му съпруга Липа Ариости († 1347).

## Биография
Умира на 13 г. и по-малкият му брат Алдобрандино III д’Есте е от 1352 г. господар на Ферара и Модена.